# 滇桂木莲
滇桂木莲（学名：Manglietia forrestii）为木兰科木莲属下的一个种。

## 扩展阅读
- 維基物種上的相關：滇桂木莲